# 洛斯马里内斯
洛斯马里内斯，是西班牙安达卢西亚自治区韦尔瓦省的一个市镇。总面积10平方公里，总人口325人（2001年），人口密度33人/平方公里。